# SN 2008Z
SN 2008Z – supernowa typu Ia odkryta 7 lutego 2008 roku w galaktyce A094315+3617. W momencie odkrycia miała maksymalną jasność 17,20m.